# Abidjan-Lagos-Korridor

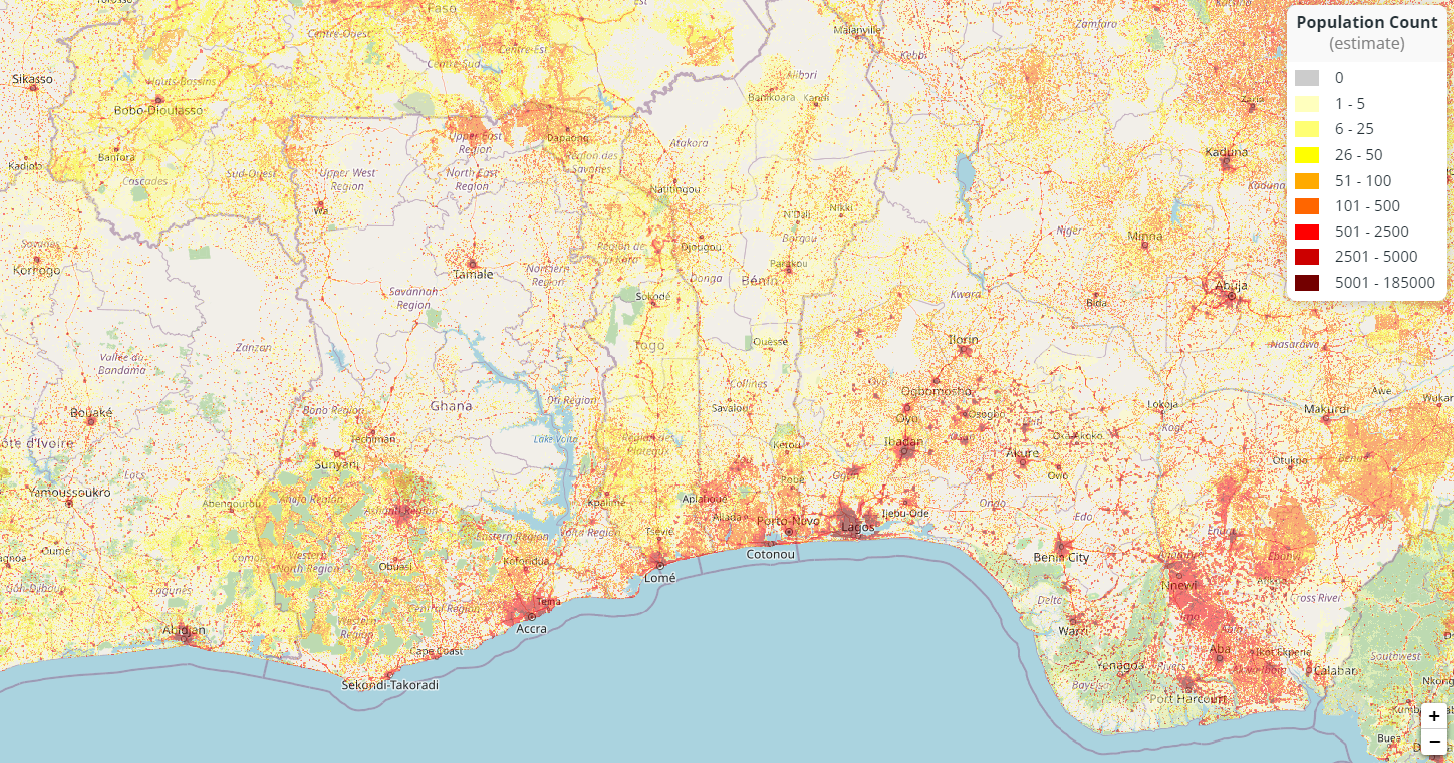
Bevölkerungsdichte in Westafrika (2021)

Die Abidjan-Lagos Megalopolis, auch bekannt als Abidjan-Lagos Korridor, ist eine entstehende transnationale Megalopolis an der Küste von Westafrika. Sie reicht von Abidjan bis nach Lagos und durchquert von Westen nach Osten fünf unabhängige Staaten (Elfenbeinküste, Ghana, Togo, Benin und Nigeria) und beinhaltet mehrere politische Hauptstädte und regionale Wirtschaftszentren. Der Korridor hat eine Länge von ca. 965 Kilometern. Innerhalb der Megalopolis wird ein bedeutender Teil der Wirtschaftsleistung von Westafrika erbracht und die Städte innerhalb des Korridors zählen zu den jeweils wirtschaftlich entwickeltesten der entsprechenden Länder, wofür Agglomerationseffekte und der Zugang zum Atlantischen Ozean verantwortlich sind. Die Bevölkerung innerhalb der Region erlebt ein rasantes Wachstum und bis 2035 sollen knapp 50 Millionen Menschen innerhalb des Korridors leben. Laut Prognosen könnte die Region bis zum Ende des 21. Jahrhunderts zur größten Stadtlandschaft mit kontinuierlicher Besiedlung der Welt aufsteigen, dann mit bis zu einer halben Milliarde Einwohnern.
Nach der Dekolonisation Afrikas entstanden in Westafrika politisch unabhängige Staaten und das urbane Wachstum beschleunigte sich. Migranten wanderten vom Inland in die höher entwickelten Küstengebiete, so zum Beispiel in Ghana ins Umland von Accra oder in Nigeria in die Metropolregion Lagos. Das rasante urbane Wachstum führte zu einem Zusammenwachsen von vorher unabhängigen Siedlungen zu großen Agglomerationen mit ökonomischer Arbeitsteilung. Dies erfolgte zuerst im Inland und später auch in transnationalen Regionen (z. B. zwischen Lagos und dem benachbarten Benin). Das urbane Wachstum erfolgte allerdings größtenteils ungeplant und führte zu einer starken Zersiedelung, da kaum in den Bau von Geschosswohnungen investiert wurde. Der zukünftige Investitionsbedarf ist deshalb sehr hoch.

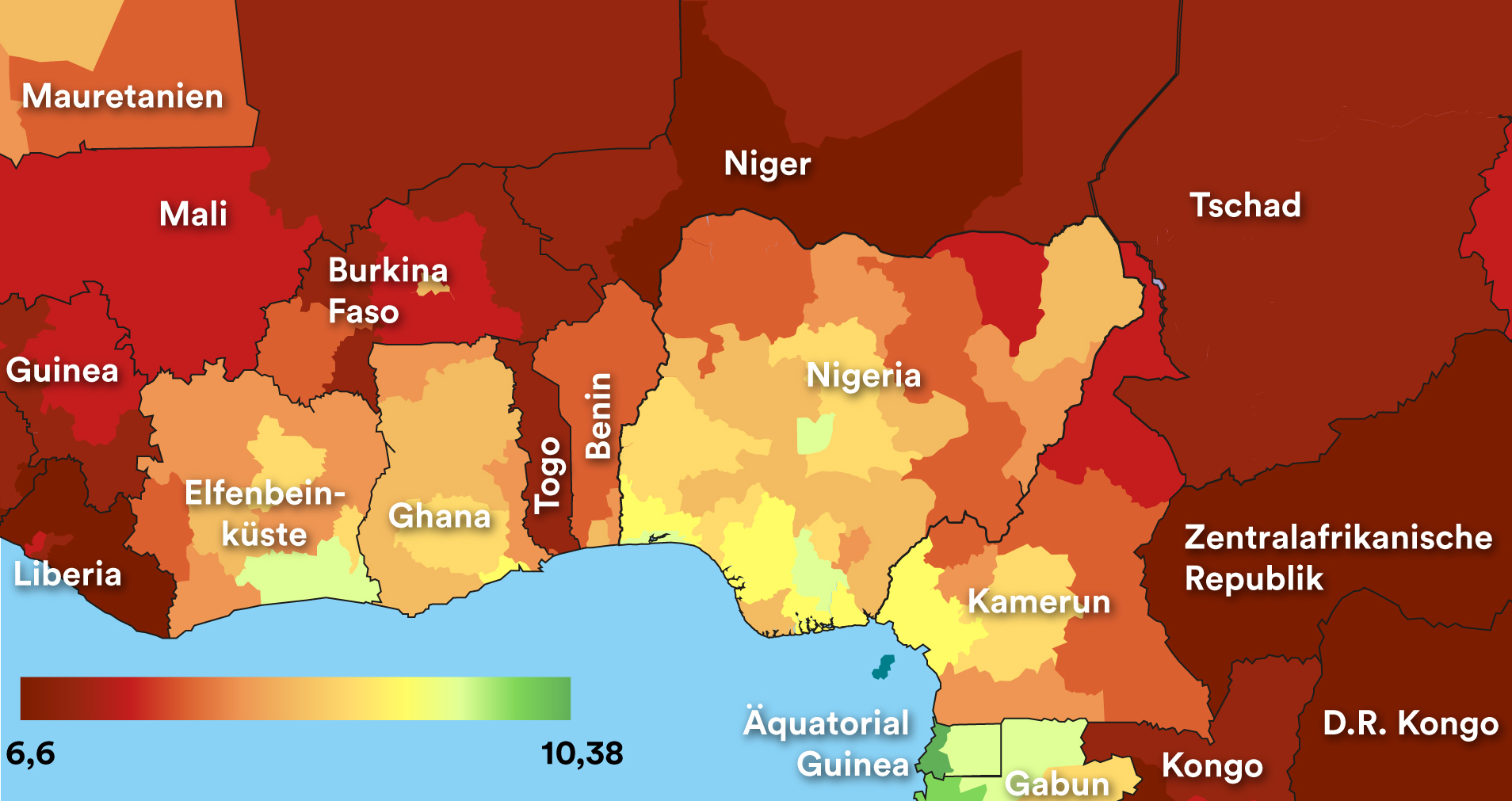
Bruttosozialprodukt pro Kopf in Westafrika (2019)

Aufgrund der sprachlichen, kulturellen und politischen Unterschiede zwischen den im Korridor liegenden Ländern konnten das ökonomische Potenzial der Region noch nicht vollständig ausgeschöpft werden. Es kam kaum zur Angleichung von Standards und der Errichtung von gemeinsamer Infrastruktur und selbst innerhalb der Länder sind Verkehrsverbindungen häufig unzuverlässig. Der Baubeginn für eine Autobahnstrecke von Abidjan nach Lagos (Abidjan-Lagos Highway) ist für 2025 geplant. Das Projekt soll 15 Milliarden US-Dollar kosten und die regionale wirtschaftliche Integration verstärken. An der Finanzierung ist die Afrikanische Entwicklungsbank beteiligt. Bisher bildet der Dakar-Lagos-Highway die Hauptverkehrsachse in der Region.

## Länder
Der Korridor nimmt Flächen in den folgenden fünf Staaten ein:
- Elfenbeinküste
- Ghana
- Togo
- Benin
- Nigeria

## Städte
Die folgenden wichtigen Städte liegen innerhalb der Region:
| Stadt/Agglomeration | Land           | Einwohnerzahl (2020) | Bild |
| ------------------- | -------------- | -------------------- | ---- |
| Lagos               | Nigeria        | 14.368.332           |      |
| Abidjan             | Elfenbeinküste | 5.202.762            |      |
| Accra               | Ghana          | 2.514.005            |      |
| Lomé                | Togo           | 1.827.878            |      |
| Abomey-Calavi       | Benin          | 1.056.440            |      |
| Sekondi-Takoradi    | Ghana          | 945.519              |      |
| Cotonou             | Benin          | 691.949              |      |
| Porto-Novo          | Benin          | 264.320 (2013)       |      |
| Cape Coast          | Ghana          | 169.894 (2010)       |      |